# کورنیتسا (استان اشوی‌داشکسیه)
کورنیتسا (به لهستانی: Kornica) یک منطقهٔ مسکونی در لهستان است که در گمینا کونگسکیه واقع شده‌است. کورنیتسا ۴۶۰ نفر جمعیت دارد.